# 여량별곡
《여량별곡》은 1987년 4월 12일에 MBC TV에서 방영된 베스트셀러극장이다.

## 줄거리
장돌뱅이 아버지를 따라 전국을 떠돌다가 나름대로 자수성가 하여 현재는 허름하나마 작은 구둣방의 주인이 된 병도 영감(최불암)은 어느 날 밤 꿈속에서 죽은 아버지의 모습을 보게 된다. 이에 병도는 구둣방을 아내에게 맡기고 30여 년 만에 옛 추억이 서린 나전 탄광으로 가기 위해 열차에 몸을 싣는다. 열차 안에서 병도는 지나간 세월을 떠올리는데...

## 출연
- 최불암
- 이원재
- 박순천
- 김인태
- 김애경
- 박영규
- 김주영
- 김영옥
- 최은숙
- 지계순
- 최병학
- 이영달
- 김영인
- 오세장
- 문용민
- 이경순
- 이용화
- 김영석
- 박상원
- 김환교
- 김민석
- 최정현
- 여승원